# Candy (Drippin' like Water)
Candy (Drippin' like Water) è un brano musicale hip hop di Snoop Dogg estratto come terzo singolo dall'album del 2006 Tha Blue Carpet Treatment. Prodotto da Rick Rock, il singolo figura la partecipazione di E-40, MC Eiht, Goldie Loc, Tha Dogg Pound, Daz Dillinger & Kurupt. Il brano utilizza un campionamento di 9th Wonder (Blackitolism) di Digable Planets. La parola Candy è usato come eufemismo sia per indicare la marijuana che lo sperma.

## Il video
Il video prodotto per Candy (Drippin' like Water) è ambientato in un ambiente che ricorda Hollywood, in cui le donne hanno strane acconciature. Nel video oltre a Snoop Dogg, fanno brevi apparizioni cameo Kam, JT the Bigga Figga e LadyBug.